# Glamoč
 Ovo je glavno značenje pojma Glamoč. Za druga značenja pogledajte Glamoč (razdvojba).
Glamoč je grad i središte istoimene općine u Hercegbosanskoj županiji u Bosni i Hercegovini.

## Zemljopis

### Polje
Prostor Glamoča i glamočke općine obuhvaća tipičan krški kraj s dva markantna geomorfološka područja – prostranu ravan polja od oko 129 km2 površine i mnogo veće područje planinskih bila i krških visoravni od oko 867 km2. Četvrta po površini općina u BiH.
Glamočko polje je prostrana i dosta zatvorena krška ravnica koja se izdužila pravcem SZ-JI za oko 45 km. Polje je najšire, 12 km, u svom središnjemm dijelu na pravcu Glamoč – Podgreda. Najuže je između Vidimlija i Osoja gdje su se planinske strane, koje ga uokviruju, približile na samo 700 m. 

### Planine
Sa svih strana Glamočko polje je zatvoreno visokim krškim planinama koje se izdižu na 2006 m nad razinom mora i 1100 m nad razinom polja. Počevši od krajnjeg jugoistoka ove krške visoravni i planinska bila nadovezuju se jedna na drugu ovim redom: Cincar 2006, Malovan 1830, Kurljaj 1590, Vitorog 1910, Čardak 1604, Mliništa 1230, Riđuša 1361, Ovčar 1578, Bukovača 1651, Crni vrh 1359, Borovnjača 1040, Šator 1876, Staretina 1490, Čatrnja 1634, Golija 1890, Koričina 1172 i Krug 1297 metara. Ovaj planinski lanac odvaja Glamočko polje od doline Vrbasa, Plive, Sane i Unca, Grahovskog, Livanjskog i Kupreškog polja praveći od njega na taj način dosta zatvorenu i izoliranu cjelinu.

### Hidrologija
Glamočkim poljem teku ponornice Ribnik, Jaruga i dr. 
Osnovne hidrološke karakteristike ovog prostora u odnosu na susjedna mu područja su pomanjkanje vode, tipična krška hidrografska slika, prostrani planinski pašnjaci i veliki šumski kompleksi.
Voda, odnosno vodoopskrba predstavlja ograničavajući čimbenik u razvoju općine. Godišnja količina oborina je dovoljna za vodoopskrbu ali je problem to što je ona koncentrirana u zimskom periodu, dok ljeti nastupaju suše i redukcije opskrbe vodom.
Najveće jezero u glamočkoj općini je jezero Hrast površine 25.000 četvornih metara. Tu su još dva manja jezera: Šatorsko na Šator-planini površine 8000 četvornih metara i jezero Busija – 4000 četvornih metara.

### Klima
U klimatskom pogledu cijeli glamočki kraj pripada planinskom krškom klimatu s kratkim, sušnim i svježim ljetom i veoma dugim, snježnim i surovim zimama. Proljetno i jesenje vrijeme ovdje vrlo kratko traju. Već od rujna javljaju se prvi snjegovi, koji formiraju dosta visoki snježni pokrivač, koji se otopi tek polovicom svibnja. Prosinac, siječanj i veljača uvijek imaju prosječnu temperaturu ispod nule. Ljeti prosječna temperatura rijetko kada prelazi 20°, a prosječno se kreće oko 15°. Prosječna godišnja temperatura iznosi 7,2° C. Nad glamočkim krajem tijekom godine padne prosječno iznad 1480 mm padalina, od čega u hladnijem dijelu godine više od četiri petine. 

### Promet
Grad i općinu s ostatkom Bosne i Hercegovine povezuju magistralna cesta M15 (Kozarska Dubica-Tomislavgrad) i županijska cesta R-408 (Drvar – Glamoč). Glamoč je uz tradicijsku cestu Livno – Mlinište, koja vodi preko prijevoja Mlinište.
Četiri kilometra sjeverno od grada u sastavu vojarne nalazi se zračna pista Suhopolje.

## Stanovništvo

### Popisi 1971. – 1991.
| Stanovništvo općine Glamoč |                |                  |                  |
| godina popisa              | 1991.          | 1981.            | 1971.            |
| Srbi                       | 9951 (79,02 %) | 11 106 (78,65 %) | 13 870 (81,68 %) |
| Muslimani                  | 2257 (17,92 %) | 2276 (16,11 %)   | 2621 (15,43 %)   |
| Hrvati                     | 184 (1,46 %)   | 238 (1,68 %)     | 378 (2,22 %)     |
| Jugoslaveni                | 118 (0,93 %)   | 350 (2,47 %)     | 31 (0,18 %)      |
| ostali i nepoznato         | 83 (0,65 %)    | 150 (1,06 %)     | 79 (0,46 %)      |
| ukupno                     | 12 593         | 14 120           | 16 979           |

#### Glamoč (naseljeno mjesto), nacionalni sastav
| Glamoč             |                |                |                |
| godina popisa      | 1991.          | 1981.          | 1971.          |
| Srbi               | 3254 (76,45 %) | 2686 (71,11 %) | 1701 (65,49 %) |
| Muslimani          | 852 (20,01 %)  | 809 (21,41 %)  | 758 (29,18 %)  |
| Hrvati             | 43 (1,01 %)    | 52 (1,37 %)    | 85 (3,27 %)    |
| Jugoslaveni        | 91 (2,13 %)    | 213 (5,63 %)   | 23 (0,88 %)    |
| ostali i nepoznato | 16 (0,37 %)    | 17 (0,45 %)    | 30 (1,15 %)    |
| ukupno             | 4256           | 3777           | 2597           |

### Popis 2013.
| Stanovništvo općine Glamoč |                |
| godina popisa              | 2013.          |
| Srbi                       | 1679 (43,50 %) |
| Bošnjaci                   | 1251 (32,41 %) |
| Hrvati                     | 906 (23,47 %)  |
| ostali i nepoznato         | 24 (0,62 %)    |
| ukupno                     | 3860           |

| Glamoč – naseljeno mjesto |               |
| godina popisa             | 2013.         |
| Hrvati                    | 762 (40,42 %) |
| Srbi                      | 556 (29,50 %) |
| Bošnjaci                  | 549 (29,12 %) |
| ostali i nepoznato        | 18 (0,95 %)   |
| ukupno                    | 1885          |

## Naseljena mjesta
Općinu Glamoč sačinjavaju sljedeća naseljena mjesta:
Babića Brdo, 
Biličić,
Crni Vrh, 
Ćirići, 
Ćoslije, 
Dolac, 
Dragnjić, 
Dubrave, 
Đuličan, 
Glamoč, 
Glavica, 
Halapić, 
Hasanbegovci, 
Hasići, 
Hotkovci, 
Hozići, 
Hrbine, 
Isakovci, 
Jakir, 
Kamen, 
Karajzovci, 
Karlovac, 
Kopić, 
Korićna, 
Kovačevci, 
Krasinac, 
Malkočevci, 
Malo Selo, 
Maslina Strana, 
Mladeškovci, 
Odžak, 
Opačić, 
Perduhovo Selo, 
Petrovo Vrelo, 
Podglavica, 
Podgradina, 
Podgreda, 
Podkraj, 
Popovići, 
Pribelja, 
Prijani, 
Radaslije, 
Rajićke, 
Reljino Selo, 
Rore, 
Rudine, 
Skucani, 
Staro Selo, 
Stekerovci, 
Šumnjaci, 
Vagan, 
Vidimlije, 
Vrba, 
Zaglavica i 
Zajaruga.
Poslije potpisivanja Daytonskog mirovnog sporazuma, najveći dio općine Glamoč ušao je u sastav Federacije BiH. U sastav Republike Srpske ušla su naseljena mjesta Hasanbegovci, Hotkovci, Hrbine, Odžak i Pribelja koja su pripala općini Šipovo.

## Povijest

### Podrijetlo imena
Podrijetlo naziva grada nije sigurno. Ime grada vjerojatno potječe od ilirske riječi delma što znači ovca. Grad je prvotno nazvan Delmoč, zatim Dlamoč da bi na koncu postao Glamoč. Prema ovome ovaj je prostor označavao kraj stočara odnosno područje pogodno za uzgoj ovaca.
Prema drugoj teoriji naziv potječe od riječi glama što označava stijenu, odnosno glamsko srebro (argentum de glama), mješavinu zlata i srebra.

### Antika
Na ovim područjima je u antičko doba živjelo ilirsko pleme, Dalmati, o čemu svjedoči tridesetak ilirskih gradina raspoređenih po uzvišenjima rubom Glamočkog polja. Raspored ovih gradina je takav da se uvijek s jedne vide još najmanje dvije druge, što je omogućavalo gotovo trenutačno obavještavanje svih ovih utvrda o kretanju neprijatelja. Stanovništvo, koje se uglavnom bavilo stočarstvom, bi se u kriznim trenutcima sklanjalo u ove utvrde pred najezdama različitih neprijatelja. Zbog ovako dobro organizirane obrane Rimljanima je trebalo gotovo 200 godina da osvoje ovo područje. Nakon što su Rimljani osvojili ilirski teritorij, cijelo ovo područje od Jadrana do Save nazivaju Dalmacijom (raniji Ilirik). Kraj je prometno raskrižje na cesti Salona – Siscia. S vremenom na području polja razvilo se nekoliko rimskih municipija. U današnjem selu Halapić, sjeverno od Glamoča, razvio se rimski grad Salvium. Imao je i status municipija, a obuhvaćao je Glamočko i dio Livanjskog polja. Na prostoru ovog municipija sagrađene su dvije ranokršćanske bazilike. Sagrađene su vjerojatno na ostacima rimskih hramova u 6. stoljeću. Jedna je bila smještena južnije od Salviuma, a druga se nalazila na sjeveru Glamočkog polja. Obje bazilike uništene su tijekom invazije Avara. U selu Vrba otkrivena je starokršćanska bazilika. U spisima II. Solinskog koncila iz 533. godine spominje se župa u Salviumu. Do tada je župa pripadala Salonitanskoj biskupiji, a nakon 533. pripada novoosnovanoj biskupiji u Ludrumu (Knin).
Kod Glamoča, u blizini mjesta gdje je poslije sagrađena tvrđava i obiteljska kuća, nalazi se pećina. Po legendi u nju su tijekom progona pod Dioklecijanom sklonila sedmorica spavača. Imena tih spavača uklesana su u kamen: Jemliha, Mislina, Miksilina, Mernoš, Debernoš, Šadnoš i Kefeštatioš.

### Srednji vijek
Nakon pada Zapadnog Rimskog Carstva, prvo su barbarska plemena, a zatim Bizantsko carstvo zauzeli ovo područje. U sedmom stoljeću ova područja naseljavaju Hrvati te ovaj prostor postaje središte srednjovjekovne Hrvatske države, o čemu svjedoči i svehrvatski sabor na obližnjem Duvanjskom polju. S vremenom će se među doseljene Hrvate asimilirati i ilirska plemena pa će tako biti stvorena jedinstvena hrvatsko-ilirska zajednica koja će na jednom od brežuljaka sagraditi naselje iz kojeg će se kasnije razviti grad Glamoč. To gradsko naselje je postojalo i nestalo još u srednjem vijeku.
Nakon što je Tomislav 925. uspostavio Hrvatsko kraljevstvo, Glamoč će dobiti status župe u sastavu Livanjske županije. U povijesnim se spisima Glamoč prvi put spominje 1078. godine. Unutar grada je sagrađena crkva sv. Marije, a u blizini grada franjevački samostan, vjerojatno na brdu Radaslije. Samostan je djelovao od 13. stoljeća. Od 14. st. datira glamočka župa. Crkva i samostan se spominju 1446. kada im je papa Eugen IV. udjelio posebni oprost. Crkva sv. Katarine postoji također u to vrijeme. Ostaci crkava pronađeni su i u okolnim naseljima što svjedoči o gustoj naseljenosti ovog područja u srednjem vijeku: postoje u selima Dragniću, Dolcu, Jakiru, Halapiću, Opačiću, Prehodcu, Radaslijama, Vidimlijama i dr.
U srednjem vijeku zvao se Dlamoč i bio središte istoimene hrvatske županije. Od 1326. u sastavu bosanske države kao posjed Hrvatinića. Oko 1355. godine (za Tvrtka I.) Završje se vraća pod vlast hrvatsko-ugarskoga kralja Ludovika I., da bi nedugo nakon toga opet pripalo Tvrtku I. U 14. stoljeću Glamočem upravljaju Hrvatinići. Krajem 14. stoljeća gospodar Glamoča postaje Pavao Klešić no taj mu naslov oduzima kralj Stjepan Ostoja. Stjepan Ostoja je na prostoru Starog grada podigao tvrđavu Tabiju. Kada mu je Pavao zatrebao kao saveznik, vratio mu je vlast nad gradom. Klešići su upravljali tvrđavom do dolaska Turaka. Crkva sv. Marije nalazila se unutar stare tvrđave.

### Osmanska vlast
Zlatno doba kršćanstva i hrvatstva potrajalo je u Glamoču sve do pada grada pod tursku vlast. Tada je propala župa, nestao srednjovjekovni grad, franjevački samostan na Radasliji. Nije poznato kada su Osmanlije osvojile Glamoč. Dolaskom Turaka srednjovjekovni Glamoč je uništen i stoga je izgubio svoje nekadašnje značenje te postaje samo pogranično naselje Turske carevine. Turci podižu svoje naselje nepoznate godine, a neko je vrijeme nosilo naziv Biograd. Vrlo stara glamočka župa propala je nakon pada Glamoča pod tursku vlast, vjerojatno nakon 1500. godine. Crkva sv. Katarine pretvorena je u džamiju. Franjevački samostan postojao je do 15. stoljeća. Tvrđavu Tabiju spalio je Gazi Husrev-beg. Na srušenim zidinama Osmanlije su podigli novu tvrđavu s kulom. Turski putopisac Evlija Čelebija opisao je Glamoč kao "mjesto u kutu, nikom na putu". Do 1537. godine Glamoč je pripadao Bosanskom sandžaku, vilajetu i kadiluku Neretva, čije je sjedište bilo u Konjicu. Glamoč se nalazio u nahiji Dlamoč ili Belgrad, koja se prvi put spominje 1516. godine kao vlaška nahija u kadiluku Neretvi. Godine 1550. i 1574. nahija Glamoč se spominje u Skradinskom kadiluku, koji je 1537. ušao u sastav Kliškog sandžaka. U sastavu tog kadiluka ostala je do kraja 17. stoljeća. Središte nahije bio je Glamoč u kome je kliški namjesnik Malkoč-beg sredinom 16. stoljeća podigao džamiju. Poslije gubitka Klisa 1648. godine i dijela teritorija Kliškog sandžaka preostale nahije koje su bile u osmanskom posjedu postale su dio Livanjskog kadiluka. Turci su na ostacima srednjovjekovnog grada podigli novo naselje koje nazivaju Biograd (Belgradčik). Za vrijeme osmanske vlasti gradom je upravljao dizdar, a od 1624., kada Glamoč postaje kapetanijom, gradom upravlja kapetan. Glamočki kapetani su bili iz obitelji Ćirić, a zatim iz obitelji Jakirlić. Sjedište glamočkih kapetana bilo je u glamočkoj tvrđavi sve do 1835. godine. Prvi poznati kapetan Glamoča bio je Mustafa, koji se javlja u povijesnim izvorima 1719. i 1730. godine. Iz obitelji Jakirlić poznati su kapetani Ahmed- kapetan i njegov sin Ejub, koji ga je naslijedio prije 1789. i bio na tom položaju do 1789. godine. U povijesnimm izvorima Ibrahim-beg kao kapetan spominje se 1814., a Hasan-kapetan 1818. godine, kao, vjerojatno, posljednji kapetan Glamoča. Godine 1778. zabilježeno je da je habsburška vojska prodrla u blizinu grada, ali ga nije osvojila. 
Veći dio Hrvata, kršćana pred Turcima bježi na jug i zapad, a najveći broj nastanjuje se u Istri. Najpoznatiji potomak glamočkih prognanika u Istri bio je Franjo Glavinić, svećenik, povjesničar i književnik koji je djelovao u 17. stoljeću. Unatoč teškom položaju pod osmanskom vlašću manji dio Hrvata nastavio je živjeti u Glamoču. Najpoznatiji među njima bio je fra Pavao Posilović (Mošunjanin), skradinski, makarski, duvanjski biskup i apostolski vikar u Slavoniji rođen 1600. u Glamoču, a umro 1653. u Rami. Prvi poznati broj katolika tijekom osmanske vlasti u Glamoču je iz godine 1741., a iznosio je 58. Godine 1768. katolika je bilo 139, a do 1855. broj je narastao do 215. Godine 1851. napuštena je glamočka tvrđava. Sjedište kadiluka od 1851. godine. 
Godine 1864. obnovljena je glamočka župa kao samostalna kapelanija. 1872. godine obnovljena je glamočka župa koja je bila uništena nakon turskih osvajanja.
Tijekom ljeta 1875. godine katoličko stanovništvo glamočkog kraja pridružuje se katolicima livanjskog kraja koje je diglo veliku bunu 21. lipnja nakon što su livanjski muslimani ubili duhovnog vođu livanjskog kraja fra Lovru Karaulu. Vođe te borbe bili su franjevci Stjepan Krešić i Bonaventura Šarić-Drženjak. Tri godine tropoljski katolici kontrolirali su planinske predjele Glamoča, Livna, Kupresa i Grahova. 1878. godine u Tropolje ulazi osloboditeljska austrijska vojska kojoj se zatim pridružuju i pobunjeni katolici. Nakon kratkotrajnih borbi s mjesnim muslimanskim i pravoslavnim stanovništvom udružene hrvatsko-austrijske snage oslobodile su ovaj kraj od osmanskog jarma u ljeto 1878. godine.

### Austrijska vlast
Dolaskom Austro-Ugarske Monarhije stanje se mijenja. Godine 1882. djelimice je porušena već napuštena glamočka tvrđava. Doselio se veći broj Hrvata, najviše iz Dalmacije. Župna kuća sagrađena je 1894., a župna crkva sv. Ilije 1903. godine. 
Nasuprot stare tvrđave sagrađena je bolnica. Taj objekt srušen je za rata u BiH 1990-ih.
Crkva sv. Ilije proroka spaljena je u Drugom svjetskom ratu, a obnovljena 1969. Četnici su ju srušili do temelja između travnja i srpnja 1992. godine, a netom obnovljenu župnu kuću također. Nova suvremena crkva obnovljena je 2005. godine; od 2001. građena je nova crkva, a 2005. stavljena pod krov. Godine 1997. na istom je mjestu podignut župni pastoralni centar, čiji se dio koristio se godinama za bogoslužna i druga okupljanja.
Do dolaska austrijske vlasti središte grada nalazilo se na Gornjem gradu koji se razvio oko gradske tvrđave. No nakon što je cesta Livno-Banja Luka koja prolazi kroz podnožje tvrđave početkom 20. stoljeća dobila na važnosti, središte grada se premješta u Donji grad koji doživljava rast dok Gornji grad zamire.
Od 1910. u Glamoču djeluje povjerenstvo Hrvatskoga kulturnog društva Napredak koje je s prekidima djelovalo do 1942. godine.

### 20. stoljeće
Godine 1938. u Glamoču živi 1395 Hrvata, kojima je te godine rođeno 73 djece. Ovo vrijeme je obilježeno gospodarskim i demografskim rastom na području Glamoča koji će biti zaustavljen pred Drugim svjetskim ratom. U Drugom svjetskom ratu samo iz sela Mladeškovci stradale su 33 osobe. Do 1942. godine svi su Hrvati napustili Glamoč, da bi se poslije rata jedan dio vratio. Do te 1942. godine djelovalo je, s prekidima, povjerenstvo Hrvatskoga kulturnog društva Napredak. U blizini Glamoča poginuo je 1943. godine Ivo Lola Ribar.
Godine 1969. obnovljena je župna crkva. Mnogi od Hrvata koji su 1942. napustili Glamoča i poslije se vratili, kasnije su, pod ekonomskim pritiskom iselili, pa je pred sam rat 1992. godine ovdje živjelo 150 Hrvata i djelovala je jedna župa.

### Rat u Bosni i Hercegovini
Tijekom srpske agresije na Hrvatsku glamočko područje je jedan od agresorovih logističkih centara. Nakon proglašenja Srpske republike Bosne i Hercegovine u siječnju 1992., Glamoč je postao njezinim sastavnim dijelom s obzirom na to da su Srbi činili 79 % stanovništva. Nedugo nakon ovoga srpski ekstremisti će početi provoditi teror nad nesrpskim stanovništvom, zbog kojega će većina Hrvata i Bošnjaka napustiti grad. Teror nad nesrbima počinje srpskim napadom na Livno 13. travnja 1992. Prva žrtva srpskog ekstremizma bio je hrvatski liječnik dr. Alojzije Kelava, specijalist dječje medicine, kojeg je 24. veljače 1992. na središnjem gradskom trgu ubio Petar Vrakela, pripadnik Vojske Republike Srpske, navodno po zapovijedi vojnog vrha. Nedugo nakon ovog ubojstva, 30. svibnja, počet će otvoreno i izravno etničko čišćenje nesrpskog stanovništva (bojstva i protjerivanja) i u samom gradu te uništavanje kulturne i povijesne ostavštine. U proljeće 1992., katolička crkva sv. Ilije, župni dvor i gradska džamija bit će uništeni. Minirali su ju srpski ekstremisti. Katoličkog župnika Zvonimira Matijevića uhitili su 12. travnja 1992. na Cvjetnu nedjelju i odveli u kninski zatvor gdje je bio okrutno mučen. Tražili su od njega da na televiziji javno kaže da je ratni zločinac, da su katolički svećenici zločinci i da odgajaju zločince, ali nije popustio i u vrlo teškom stanju odveden je u bolnicu. Razmijenjen je kao ratni zarobljenik. Budući da je s područja Glamoča obližnji grad Livno bio bombardiran, u ljeto 1995. pokrenuta je vojna operacija Ljeto '95. koja je imala za cilj oslobađanje ovoga područja. Dana 29. srpnja 1995. u grad Glamoč dolaze snage HVO-a i Hrvatske vojske te oslobađaju čitavo glamočko područje od srpskih snaga. Srpska je propaganda pustila u svijet priče da su hrvatske snage minirale i spalile pravoslavne crkve u Glamoču. Radi demontiranja te laži, HVO je 30. srpnja organizirao stranim novinarima posjet. Posjetili pravoslavnu crkvu u središtu Glamoča i crkvu zadužbinu Veselina Naerlovića u selu Vrbi. Televizijske snimke pokazale su svijetu da su obje netaknute i izvana i unutra, nedirnute liturgijske opreme, slika i namještajem. Ostale su pod danonoćnim nadzorom hrvatske policije. Pri povlačenju, srpska je vojska sa sobom odvezla većinu srpskog stanovništva te se ovo područje našlo opustošeno na kraju rata. Ostalo je veoma malo Srba, uglavnom bolesnih i nemoćnih, ali su ih hrvatske snage u potpunosti zbrinule. Hrvate su dočekali Muslimani koje Srbi nisu protjerali ili pak služili kao roblje za utvrđivanje položaja. Nije bilo Hrvata da ih dočeka, jer su ih Srbi protjerali do zadnjeg. U Glamoču nije bilo paljenja kuća, osim domova protjeranih Hrvata koje su četnici zapalili pri napuštanju Glamoča. U danima netom nakon napuštanja, četnici su se povremeno dalekometnim topništvom nastojali se osvetiti za poraz. U napušteni su Glamoč iz ostalih krajeva Bosne i Hercegovine počeli pristizati hrvatsko i bošnjačko stanovništvo. Ponajviše ih je bilo iz Republike Srpske te Srednje Bosne. Godine 1999. glamočka župa imala je čak 2.120 novopridošlih vjernika, ali ju je za samo godinu dana napustilo blizu 1.000 članova.
Od 2. studenoga 1995. ovdje djeluju sestre Klanjateljice Krvi Kristove. Došle su zajedno s hrvatskim prognanicima. Dugo su bile bez vlastitih kuća i smještaja. Vremenom su širile svoj apostolat: katehizirale, animirale liturgiju, djelovale na socijalno-karitativnom području, radile u bolnici. 2002. godine kupile su kuću i preuredile ju u samostan. Redovnice sada drže vjeronauk i rade u državnom vrtiću. Svoju redovničku kuću Duha Svetoga imaju od 11. listopada 2003. godine.
Grobljanska kapelica u Kopiću posvećena je BDM, a ona u Kovačevcima sv. Ani.

## Poslije rata
Učinci rata su bili uništena gospodarska, prometna i stambena infrastruktura te demografsko slabljenje područja općine Glamoč. Dio katoličkih Hrvata koji su se po završetku rata 1995. godine doselili iz različitih župa Bosne i Hercegovine ponovo se odselio.
Sestre Klanjateljice Krvi Kristove djeluju u Glamoču od 2. studenoga 1995. godine u Glamoču Drže vjeronauk i rade u državnom vrtiću. 1997. podignut je župni pastoralni centar na mjestu srušene crkve sv. Ilije. Crkva je nanovo građena od 2001. i pod krov stavljena 2005. godine. 
Od 11. listopada 2003. sestre Klanjateljice Krvi Kristove imaju svoju redovničku kuću posvećenu Duhu Svetomu. Danas župi Glamoč pripadaju naselja Glamoč, Dragnić, Dolac, Jakir, Halapić, Kopić, Kovačevci, Opačić, Prehodac, Radaslije, Vidimlije i Vrba. U Kopiću je grobljanska kapelica posvećena BDM i u Kovačevcima grobljanska kapelica posvećena sv. Ani.
2005. godine graditeljska cjelina – Stari grad Glamoč u Glamoču proglašena je nacionalnim spomenikom BiH. Čine ju tvrđava iz srednjovjekovnog i osmanskog perioda, džamija u tvrđavi i mezar “Dobrog”.

## Uprava
Glavno upravno tijelo općine Glamoč je Općinsko vijeće koje se sastoji od 15 vijećnika izabranih na lokalnim izborima na četiri godine.Predsjednik OV je Marko Damjanović ( HDZBiH). 

### Općinsko vijeće (2012. – 2020.)
|                                                                                      | Stranka                                        | Broj vijećnika | Broj vijećnika | Broj vijećnika | Broj vijećnika | Broj vijećnika | Trenutačni broj (2020.) | Trenutačni broj (2020.) | Trenutačni broj (2020.) | Trenutačni broj (2020.) |
| 2000.                                                                                | Stranka                                        | 2004.          | 2008.          | 2012.          | 2016.          |                | Trenutačni broj (2020.) | Trenutačni broj (2020.) | Trenutačni broj (2020.) | Trenutačni broj (2020.) |
| ------------------------------------------------------------------------------------ | ---------------------------------------------- | -------------- | -------------- | -------------- | -------------- | -------------- | ----------------------- | ----------------------- | ----------------------- | ----------------------- |
|                                                                                      | Savez nezavisnih socijaldemokrata (SNSD)       | 2              | 2              | 3              | 4              | 4              |                         |                         |                         |                         |
|                                                                                      | Stranka demokratske akcije (SDA)               | 4              | 2              | 3              | 2              | 2              |                         |                         |                         |                         |
|                                                                                      | Srpska napredna stranka (SNS FBiH)             | -              | -              | -              | -              | -              |                         |                         |                         |                         |
|                                                                                      | Demokratska fronta (DF)                        | -              | -              | -              | -              | -              |                         |                         |                         |                         |
|                                                                                      | Hrvatska demokratska zajednica (HDZ)           | 4              | 3              | 2              | 2              | 2              |                         |                         |                         |                         |
|                                                                                      | Hrvatska republikanska stranka (HRS)           | -              | -              | -              | -              | -              |                         |                         |                         |                         |
|                                                                                      | Hrvatska demokratska zajednica 1990 (HDZ 1990) | -              | -              | -              | 1              | 1              |                         |                         |                         |                         |
|                                                                                      | Socijaldemokratska partija (SDP)               | -              | -              | -              | 1              | 1              |                         |                         |                         |                         |
|                                                                                      | Hrvatska kršćanska demokratska unija (HKDU)    | -              | 3              | 1              | 1              | 1              |                         |                         |                         |                         |
|                                                                                      | Ivica Jurić (nezavisni; prethodno HDZ BiH)     | -              | -              | -              | -              | -              |                         |                         |                         |                         |
| Izvori: Arhivirana inačica izvorne stranice od 24. studenoga 2010. (Wayback Machine) |                                                |                |                |                |                |                |                         |                         |                         |                         |

## Gospodarstvo
Prehrambena i drvna industrija. Na području Glamoča tradicionalno se uzgaja krumpir. Planira se u susjedstvu izgradnja crpne hidroelektrane (CHE) Vrilo i reverzibilne hidroelektrane (RHE) Vrilo i Kablić te mini elektrane na rijeci Šuici i to Stržanj, Šuica i Mokronoge. CHE Vrilo bi se nalazila na području općine Tomislavgrad, a za potrebe nje i drugih planiranih elektranae koristilo bi se pored postojećih akumulacija poput Buškog jezera, Lipe, Mandaka, Blidinja i Župice, napravile bi se nove vodene površine: Kablić u općini Livno, Kovači, Vrilo i Mokronoge u općini Tomislavgrad, Mrtvica u općini Kupres te akumulacija Pučine u općini Glamoč.

## Obilježja grada

### Grb
Grb ima oblik štita. Na grbu su prikazane planine koje okružuju Glamoč i glamočko polje, oranice prekrivene snijegom koje simboliziraju plodno glamočko polje te zelena stabla koja ukazaju na bogatstvo šumama. Na dnu grba je prikaz srednjovjekovne tvrđave koja se još zove Tabija.

## Poznate osobe
- Mirsad Begić, kipar
- Zaim Topčić, književnik
- Vladimir Džanko, hrvatski slikar, ilustrator i likovni pedagog
- Pavao Posilović, skradinski i duvanjski biskup

## Spomenici i znamenitosti

### Manastir Veselinje
Pravoslavni manastir Veselinje se nalazi u selu Vrbi, kod Glamoča. Posvećen je sv. Ivanu Krstitelju, a sagrađen je u drugoj polovici 20. stoljeća. Pored manastira je podignuta i posebna kripta u kojoj su položeni posmrtni ostatci žrtava drugog svjetskog rata.

### Glamočka tvrđava
Iznad središta Glamoča, u dijelu koji nosi ime Stari grad, nalaze su ostatci tvrđave kojima dominira kamena kula. Tvrđava je vjerojatno sagrađena u srednjem vijeku. Bosanski kralj Stjepan Ostoja je na prostoru Starog grada podigao tvrđavu, koju je dao na upravljanje obitelji Klešić. Klešići su upravljali tvrđavom sve do dolaska Turaka. Staru tvrđavu u čijim se prostorima nalazila crkva Blažene Djevice Marije, spalio je Gazi Husrev-beg, a Turci su na srušenim zidinama podigli novu tvrđavu s kulom. U tvrđavi se do sredine 19. stoljeća nalazilo sjedište glamočkih kapetana. Tvrđava je napuštena 1851., a djelomično porušena 1882. U blizini tvrđave nalazila se pećina na kojoj je kasnije sagrađena obiteljska kuća. Za pećinu je vezana legenda koja kaže da su se u nju tijekom progona pod Dioklecijanom sklonila sedmorica spavača. Njihova imena su uklesana u kamen: Jemliha, Mislina, Miksilina, Mernoš, Debernoš, Šadnoš i Kefeštatioš. Graditeljsku cjelinu Stari grad u Glamoču Komisija za očuvanje nacionalnih spomenika proglasila je 2005. godine nacionalnim spomenikom Bosne i Hercegovine.

### Središnji križ
U središtu grada nalazi se Središnji spomen-križ, u spomen hrvatskim osloboditeljima iz Domovinskog rata.

## Obrazovanje
U Glamoču djeluju dvije škole:
- Osnovna škola "Fra Franjo Glavinić"
- Srednja škola "Tin Ujević" Glamoč, u sklopu koje je opća gimnazija i strukovna tehnička škola

## Šport
- NK Šator Glamoč, županijski ligaš

Od 2016. održava se Streetball turnir 3 na 3 "Glamoč cup".

## Galerija
- Panorama zapadnog dijela Glamoča
- Panorama Grada
- naselja Luke i Lamele
- Gornji Grad i rimokatolička crkva

## Vanjske poveznice
- Službena stranica općine
- Stranice župe Glamoč  Arhivirana inačica izvorne stranice od 4. studenoga 2011. (Wayback Machine)
- Turistička zajednica Hercegbosanske županije - Glamoč